# Jef Alberts
Jef Alberts is een personage uit de Nederlandse soapserie Goede tijden, slechte tijden. De rol werd gespeeld door Bartho Braat. Jef Alberts was tussen 12 maart 1991 en 21 januari 2016 een vast personage in de serie. Hierna keerde hij nog enkele malen kortstondig terug.
Ondanks dat Jef geen personage was van het eerste uur, werd hij wel altijd benoemd aan de zijde van Jette van der Meij en Wilbert Gieske. Dit omdat hij sinds seizoen 11 (2000–2001) naast hen de enige acteur was die al vanaf het eerste seizoen te zien was, mede door het feit dat hij net als Van der Meij en Gieske een personage speelde met een Alberts achtergrond.

## Casting en creatie

### Acteur
Het personage is een Nederlandse bewerking van Jeff Archer uit de Australische soapserie The Restless Years, waar ook Goede tijden, slechte tijden zelf oorspronkelijk op was gebaseerd. De eerste verhaallijnen van Jef Alberts stonden daarom vast. Bartho Braat debuteerde als Jef Alberts op 12 maart 1991 en speelde deze rol tot en met 21 januari 2016, met tot nu toe elk jaar een kleine comeback. Braat speelde eerder de rol van Neil van Dongen. Met succes want kort na deze opnames werd Braat gevraagd om de rol van Jef te gaan spelen. Braat had één voorwaarde, namelijk dat Henriëtte Tol de rol van zijn vrouw Karin Alberts zou krijgen.
Aanvankelijk wilde Braat de serie eind 1993 verlaten in verband met tegenvallende verhaallijnen. De producenten vertelden echter dat hij onmogelijk de serie kon verlaten, omdat ze net zijn toekomstige vrouw hadden gecast en in de serie hadden geschreven. Braat werd later vaker gevraagd naar zijn wensen voor het personage en hierdoor mocht hij zijn droom-verhaallijn spelen: in 2002 kwam Jef helemaal aan de grond en was hij zelfs tijdelijk een zwerver. Ook de terugkeer van zijn soapdochter Dian Alberts in 2005 werd mede mogelijk gemaakt door Braat, omdat hij weer een vaderrol wilde gaan vertolken.
Braat kwam na zijn vertrek elk jaar rond 5 december terug om jaarlijks de Sinterklaas van Meerdijk te spelen. Ook kwam hij in september 2017 tijdelijk terug voor enkele weken, omdat goede vriendin Maxime Sanders was overleden.
In december 2019 zou Braat aanvankelijk ook tijdelijk terugkeren vanwege het Sinterklaasfeest, maar hij werd de dag voor het draaien met spoed opgenomen in het ziekenhuis. Daardoor keerde Wilbert Gieske tijdelijk weer terug.
Bartho Braat
Contract: 12 maart 1991 - 21 januari 2016
Terugkerend gastrol: 5 december - 9 december 2016
Terugkerend gastrol: 7 juli 2017 - 6 oktober 2017
Terugkerend gastrol: 5 december - 8 december 2017
Terugkerend gastrol: 5 december 2018 - 1 januari 2019
Terugkerend gastrol: 1 december 2021 - 4 december 2021
Terugkomend gastrol: 2 september 2024 – 5 september 2024
Braat staat in de media ook bekend om zijn mening over de producenten. Braat liet zijn mening graag horen over bepaalde verhaallijnen die hij niks vond of zelfs te ver ging. Ook liet hij weten dat hij het een domme en onacceptabele keuze vond dat zijn soapvrouw Dorothea Grantsaan in 2008 uit de serie werd geschreven.

### Karakter ontwikkeling
Het personage werd geïntroduceerd als een ietwat eigenwijze en conservatieve man. Jef Alberts had moeite met het feit dat zijn vrouw ging werken en was in eerste instantie niet blij toen zijn dochter Dian een verhouding kreeg met de gekleurde Arthur Peters. Jef nam zijn rol als vader en echtgenoot serieus. Hij had met enige regelmaat conflicten met zijn kinderen vanwege hun keuzes. Gedurende zijn huwelijk met Barbara Fischer verloor Alberts zijn conservatisme.
Na de scheiding van Barbara staat Jef Alberts bekend als een ruimdenkende, ietwat eigenwijze man. Zijn spirituele vrouw Dorothea Grantsaan heeft een goede invloed op Jef. Na de dood van Dorothea staat Alberts bekend als een allemansvriend. In zijn bodega De Koning is hij een luisterend oor voor de problemen van zijn gasten.
In het begin wordt Jef in vergelijking met zijn broer Robert geïntroduceerd als de snelle jongen en een feestbeest, terwijl Robert de meest serieuze is en hard werkt. Uiteindelijk lijkt eerder het tegendeel het geval: Jef ontpopt zich als een brave huisvader met ietwat ouderwetse principe. Robert blijkt niet trouw aan zijn vrouw Laura en pleegt regelmatig overspel. Jefs karakter wordt uiteindelijk ook milder, zo wordt hij vooral dankzij Sylvia stukken minder ouderwets en ook minder opvliegend. In zijn tijd met Barbara wordt zijn karakter nog milder en stelt hij het welzijn van zijn familie en vrienden zelfs boven zijn werk.
Jef kan over het algemeen goed overweg met zijn voormalige schoonzus Laura en hij kan het ook goed vinden met Rik de Jong. Hij was daarnaast goed bevriend met Danny de Jong en Maxime Sanders. Ook ziet hij de zoon van zijn overleden vrouw Dorothea Grantsaan, Bing Mauricius, en Lorena Gonzalez − de beste vriendin van zijn overleden dochter Dian − als zijn eigen kinderen.

## Verhaallijnen
Jef is de jongere broer van Robert Alberts. De twee broers werkten ooit samen in het bedrijf van hun vader, maar toen ze beiden begin 20 waren kregen ze een stevige ruzie. De charmes van Karin Mulder spelen beide heren parten want Robert is haar verloofde, maar Karin wordt uiteindelijk verliefd op Jef en dit blijkt wederzijds te zijn. Hij treedt in het huwelijk met Karin. Hij krijgt een zoon, John, en een dochter, Dian. Het contact tussen de broers staat vanaf dat moment op een bijzonder laag pitje. Een tijdlang hebben de broers alle contact verbroken.
In seizoen 1 heeft Suzanne Balk problemen met haar jongere zusje Adrie, en reist samen met Arnie Alberts naar haar toe. Suzanne besluit met Adrie te gaan praten. Ondertussen zoekt Arnie zijn oom en tante op. Karin en Jef zijn allebei heel erg blij met het bezoekje van Arnie, Arnie is geïnteresseerd in zijn familie, en vraagt of ze een keer bij hem langskomen. Jef heeft een baan aangeboden gekregen in Meerdijk als afdelingshoofd bij de meubelfabriek. Als Jef dit aan Arnie vertelt, is hij enthousiast en biedt hij aan om zolang bij hem te komen wonen nu zijn ouders in Amerika zijn. Dan komt Robert onverwachts over uit Amerika en is niet blij dat Arnie zijn familie heeft opgezocht. Omwille van Arnie zet Jef zijn trots opzij en gaat met Robert praten. Robert en Jef staan na 14 jaar weer oog in oog met elkaar. Jef gooit het hele verhaal weer op tafel en Arnie komt erachter wat er zich vroeger heeft afgespeeld.
Karin maakt Robert duidelijk dat hij het toch nog goed heeft getroffen met Laura. En hoewel Jef en Robert anderen maar vooral zichzelf proberen wijs te maken dat ze het nooit met elkaar hebben kunnen vinden, praten ze de ruzie uit en blijken weer als broers met elkaar om te kunnen gaan. Jefs gezin (Jef, Karin, John en later Dian) trekt in bij Arnie op verzoek van Robert, die weer naar Amerika vertrekt.
Dit gaat goed totdat Karin en Jef uit elkaar groeien. Bij een eerste poging om uit elkaar te gaan realiseren ze zich nog te veel van elkaar te houden, maar nadat Jef Karin ontslaat om promotie te maken en Karin vreemdgaat met Jan Henk Gerritse is er te veel gebeurd. Op een avond treft Jef Karin met haar koffers aan in de woonkamer. Ze kondigt haar vertrek aan dat voorgoed blijkt te zijn. Jef stort zich op zijn werk in de meubelfabriek, wat uiteindelijk uitmondt in de fatale Sebsaliet-affaire, een dodelijke stof. Wanneer Jef zijn verantwoordelijkheid neemt kost dit hem zijn baan. Ondertussen heeft hij affaires met Anne de Jager en Laura, die bij Robert is weggelopen. Hieraan komt een einde wanneer Robert uit Amerika terugkeert en zich weer met Laura verzoent. De dood van Lotje Alberts brengt de familie dichter bij elkaar.
Jefs werk is in de loop der tijd radicaal veranderd. Hij begon onderaan in een meubelfabriek alwaar hij de top bereikte door keihard te werken. Jef en Robert richten samen het reclamebureau Albert & Alberts op, dat binnen enige tijd fuseert met het bedrijf Flash van Suzanne, Daniël en Janine Elschot. Toen Ludo Sanders de boel overnam en Jef een lage positie gaf, begon hij een eigen catering in Bodega De Koning, waar hij later het volledige beheer over kreeg. Later besloot Jef Bodega De Koning weer te verkopen aan Maxime Sanders en ten slotte nam hij een biologische wijnboerderij over in Frankrijk. Ook werkte hij tijdelijk voor de onbetrouwbare Frits van Houten en Martine Hafkamp. Uiteindelijk deed hij daarna de zakelijke kant van AA&F, dit werk vervolgde hij in het nieuwe bedrijf van hem en Robert 'de Garage' dat later weer de naam A&A kreeg.
Jef leert zijn nieuwe grote liefde Sylvia Merx kennen, met wie hij trouwt en gaat samenwonen. Ook adopteert hij met haar Kim Verduyn, een meisje dat uit een tehuis afkomstig is. Voor het eerst sinds zijn tijd met Karin leeft hij weer gelukkig in een gezin. Hieraan komt een einde als Sylvia aan kanker overlijdt. Enkele jaren later krijgt Jef een nieuwe relatie met Barbara Fischer. Hoewel hij in het begin ook met haar gelukkig is, krijgen ze een faillissement over zich heen en gaat Barbara diverse malen vreemd. Uiteindelijk eindigt het huwelijk hierdoor in een scheiding. Vervolgens krijgt Jef een relatie met de spirituele Dorothea, die duidelijk meer oog voor Jefs welzijn heeft. Wanneer zij overlijdt, is Jef opnieuw een gebroken man. Op een avond in De Koning ontmoet hij weer een andere vrouw, Tanya, en ze krijgen een relatie. Als Tanya op wereldreis gaat, stelt ze voor dat Jef meegaat. In het eerste instantie weigert Jef, maar later gaat hij toch met haar mee.
Op 21 januari 2016 verliet Jef Alberts Meerdijk om een biologische wijnboerderij in Frankrijk over te nemen. Van 5 tot en met 9 december 2016 keerde hij voor even terug, ter gelegenheid van Sinterklaas. Ook van 12 september 2017 t/m 6 oktober 2017 was hij weer even te zien, vanwege de begrafenis van Maxime Sanders. Van 5 december t/m 8 december 2017 en van 5 december t/m 1 januari 2019 was hij ook weer te zien. Ook van van 1 december t/m 8 december 2021 keerde hij terug voor Sinterklaas. Op 2 september 2024 keert hij wederom terug, ditmaal vanwege de ziekte van Laura.